# Wilfrid North
Wilfrid North (16 de enero de 1863 – 3 de junio de 1935), también escrito Wilfred North, fue un director y actor cinematográfico angloestadounidense, activo en la época del cine mudo. A lo largo de su carrera dirigió 102 filmes y actuó en 43 producciones, además de escribir el guion de tres.

## Biografía
Nacido en Londres, Inglaterra, su verdadero nombre era William Northcroft.
North se sumó a la productora Vitagraph como director en 1912, encargándole la compañía la dirección de películas de su estrella cómica, John Bunny. Así, North dirigió cintas como Bunny's Honeymoon, Bunny Versus Cutey, Bunny and the Bunny Hug, Bunny's Birthday Surprise, Bunny as a Reporter, Bunny's Dilemma y Bunny for the Cause, tarea que le ganó la confianza de los estudios y que le valió el puesto de director supervisor en Brooklyn en 1917.
Sin embargo, la actriz Anita Stewart, que había iniciado su carrera en Vitagraph y había actuado en varios filmes dirigidos por su cuñado, Ralph Ince, creía que el nuevo director, North, era incompetente en su trabajo, por lo que se declaró en huelga durante la producción de dos películas. A pesar de ello, cuando Stewart tuvo su propia productora, Anita Stewart Productions, ella actuó en una cinta, Human Desire, dirigida en 1919 por North.
En septiembre de 1913 North quedó temporalmente cegado como resultado de la explosión prematura de un cañón náutico durante el rodaje del film Miss Tomboy and Freckles. El incidente ocurrió en el Atlantic Yacht Club, en Nueva York, cuando el personal se preparaba para filmar una carrera de yates. North sufrió quemaduras en la cara. Él se recuperó y pudo volver al trabajo con la película el 15 de octubre.
Junto con James Stuart Blackton dirigió el controvertido film bélico de Vitagraph The Battle Cry of Peace (1915), basado en el libro Defenseless America, de Hudson Maxim, que llamaba a los Estados Unidos a sumarse a la guerra contra Alemania.
En 1920 fue contratado por otra productora, Select Pictures, para trabajar como director. North dirigió para Select Pictures durante un corto período de tiempo, pero finalmente volvió a Vitagraph, que le nombró director de producción de la empresa. Entre los títulos más famosos de North de sus últimos años figura His Brother's Keeper (rodado en 1920 y estrenado en 1921), una cinta de temática criminal que se considera perdida, y que protagonizaron Martha Mansfield y Albert Barrett.
Tras la llegada del cine sonoro, North empezó a interpretar papeles de reparto en el cine, especialmente personajes de jueces, lo cual hizo en Port of Dreams (1929), No More Children (1929), The Trial of Mary Dugan (1929), Girl Overboard (1929), Red-Headed Woman (1932), The Washington Masquerade (1932), Unashamed (1932), Penguin Pool Murder (1932), y The Defense Rests (1934). Su último film fue Diamond Jim, cinta en la que encarnó a un agente de bolsa.
North también dirigió y actuó en varias obras teatrales. Así, en 1917 dirigió Daybreak, obra escrita por Jane Cowl y Jane Murfin, y producida por Selwyn & Co. La pieza se representó en el Teatro Harris desde el 14 de agosto de 1917 hasta octubre de 1917.
Wilfrid North falleció en 1935 en Hollywood, California. Había estado casado con la actriz Marian F. Gragg (1887-1945).

## Selección de su filmografía

### Director
- Corianton: A Story of Unholy Love[17][18] (1931)
- Mrs. Dane's Danger (1922)
- Lucky Carson (1921)
- The Mind the Paint Girl[19]
- The Battle Cry of Peace[20] (1915)
- Millionaire for a Day (1921)
- His Brother's Keeper (1921)
- A Dream of Fair Women (1920)
- The Undercurrent[21] (1919)
- Human Desire (1919)
- Over the Top (1918)
- Clover's Rebellion (1917)[22]
- Sally in a Hurry[22] (1917)
- Dimple's Baby[22] (1917)
- Kitty MacKay[22] (1917)
- Indiscretion (1917)
- The Dollar and the Law (1916)
- The Blue Envelope Mystery (1916)
- The Kid (1916)
- Hesper of the Mountains (1916)
- The Ordeal of Elizabeth (1916)
- Salvation Joan[23] (1916)
- Green Stockings (1916)
- A 'Model' Wife (1915)
- The Shabbies (1915)
- Lillian's Husbands (1915)
- Dimples and the Ring (1915)
- The Honeymoon Pact (1915)
- The Silent W (1915)
- The Little Doll's Dressmaker (1915)
- Playing the Game (1915)
- Dimples, the Auto Salesman (1915)
- To Save Him for His Wife (1915)
- A Lily in Bohemia (1915)
- The Guttersnipe (1915)
- The Love Whip (1915)
- Lifting the Ban of Coventry (1915)
- The Capitulation of the Major (1915)
- Peggy of Fifth Avenue (1915)
- Breaking In (1915)
- Hearts and the Highway[21] (1915)
- Arthur Truman's Ward (1914)
- The Methods of Margaret (1914)
- Miss Tomboy and Freckles (1914)
- In the Land of Arcadia (1914)
- A Costume Piece (1914)
- A Close Call (1914)
- The Lost Cord (1914)
- Lily of the Valley (1914)
- The New Stenographer (1914)
- The Winning Trick (1914)
- Bread Upon the Waters (1914)
- Lillian's Dilemma (1914)
- The Persistent Mr. Prince (1914)
- The Ladies' War (1914)
- The Accomplished Mrs. Thompson (1914)
- Eve's Daughter (1914)[24]
- The Boys of the I.O.U. (1914)
- Cutey's Wife (1914)
- The Awakening of Barbara Dare (1914)
- Fanny's Melodrama (1914)
- The Chicken Inspector (1914)
- Love, Luck and Gasoline (1914)
- Art for a Heart (1914)
- The Speeder's Revenge (1914)
- Doctor Polly (1914)
- The Street Singers (1914)
- The Life Saver (1913)
- Out of the Storm (1913)
- Matrimonial Manoeuvres (1913)
- The Mystery of the Silver Skull (1913)
- Bunny for the Cause (1913)
- Sauce for the Goose (1913)
- Fortune's Turn (1913)
- When Women Go on the Warpath; or, Why Jonesville Went Dry (1913)
- The Clown and the Prima Donna (1913)
- The Feudists (1913)
- The Intruder (1913)
- When Society Calls
- The Only Way (1913)
- Hubby's Toothache (1913)
- The Carpenter (1913)
- A Millinery Bomb[25] (1913)
- Love's Quarantine (1913)
- One Good Joke Deserves Another (1913)
- Bunny's Dilemma (1913)
- His Tired Uncle (1913)
- His House in Order; or, The Widower's Quest (1913)
- Bunny as a Reporter (1913)
- Bunny's Birthday Surprise (1913)
- Bunny and the Bunny Hug (1913)
- Cupid's Hired Man (1913)
- Disciplining Daisy (1913)
- Bunny Versus Cutey (1913)
- The Stronger Sex (1913)
- Seeing Double (1913)
- The Fortune (1913)
- Bunny's Honeymoon (1913)
- On Her Wedding Day (1912)

### Actor
- The Son of Wallingford, de George Randolph Chester y Lillian Christy Chester (1921)
- The Huntress, de John Francis Dillon y Lynn Reynolds (1923)
- El capitán Blood, de David Smith y Albert E. Smith (1924)
- Tongues of Scandal, de Roy Clements (1927)
- The Trial of Mary Dugan, de Bayard Veiller (1929)[26]
- Penguin Pool Murder[27] (1932)
- The Black Room[28] (1935)
- A Man's Mate[29] (1924)

### Guionista
- Corianton: A Story of Unholy Love (1931)
- The Kid (1916)
- Betty, the Boy and the Bird (1916)